# José Ornelas Carvalho
José Ornelas de Carvalho SCI, né le 5 janvier 1954 à Porto da Cruz (Madère), est un ecclésiastique portugais, ancien supérieur général des prêtres du Sacré-Cœur de Saint-Quentin, et actuel évêque de Leiria-Fátima.

## Biographie
José Ornelas Carvalho est le fils de António Tomás Carvalho et de Benvinda de Ornelas. Entre 1964 et 1967, il étudie au séminaire de Funchal. Voulant devenir missionnaire, il poursuit ses études au Collège Missionnaire du Sacré-Cœur à Funchal entre 1967 et 1969 puis à l'Institut Missionnaire de Coimbra entre 1969 et 1971. Il obtient un diplôme en théologie de l’Université Catholique Portugaise en 1979 après des études de théologie et de philosophie. 
Après un séjour à Rome et Jérusalem, il reçoit l'ordination sacerdotale en août 1981 au Portugal. Il devient vice-recteur et préfet des études du Séminaire Notre-Dame de Fátima à Alfragide et professeur à la faculté de théologie de l’Université Catholique Portugaise.
Le chapitre général des prêtres du Sacré-Cœur réuni dans la maison généralice de Rome l'élit en janvier 2003 à la tête de la congrégation, comme successeur de l'Argentin Virginio Bressanelli. En janvier 2009, il est réélu pour un second mandat. À la Pentecôte 2015, c'est un Allemand qui est élu, le père Heiner Wilmer.
Quelques mois après le terme de ce second mandat, le pape François le nomme le 24 août 2015 évêque de Setúbal au Portugal. Il est consacré par le patriarche de Lisbonne, le cardinal Clemente, le 25 octobre suivant. Les co-consécrateurs sont Gilberto dos Reis, son prédécesseur à Setúbal et António de Sousa Braga SCI, évêque d'Angra.
En juin 2020, il est élu de la Conférence épiscopale portugaise pour la période 2020-2023. En janvier 2022, il devient évêque de Leiria-Fátima.

## Dissimulation d'abus sexuels
Le 1er octobre 2022, José Ornelas est mis en cause dans des affaires d'abus sexuels de prêtres portugais, datant de 2011 et 2014, au sein de l'Église catholique portugaise.
Ces affaires concernent des prêtres au Mozambique et un prêtre au Portugal alors qu'il était supérieur des Prêtres du Sacré-Cœur de Jésus, ordre qui gérait l'orphelinat où les abus auraient eu lieu.
À l'époque des faits, un professeur avait reçu les confidences d'un élève du "Centro Polivalente Leão Dehon", à Gurué, sur les abus commis sur les enfants de l'orphelinat dirigé par le prêtre Luciano Cominotti. L'enseignant a alors informé José Ornelas qui lui a répondu que ce n'était pas de son ressort mais de celui du diocèse.
En 2022, ce même enseignant porte plainte contre Ornelas pour inaction. La plainte est envoyée au président de la République, Marcelo Rebelo de Sousa, qui l'a transmise au procureur général de la République.
José Ornelas affirme alors ne pas avoir connaissance de cette plainte. Il déclare n'avoir rien à se reprocher mais indique que « ces types de cas sont traités différemment maintenant »,.
Le 8 octobre, il est à nouveau impliqué dans le cas d'un prêtre de Fafe, accusé et écarté par l'épiscopat en 2015.